# Nicolás Lodeiro
Artikeln följer den spanska namnseden; faderns efternamn är Lodeiro och moderns efternamn Benítez.
Marcelo Nicolás Lodeiro Benítez, född 21 mars, 1989 i Paysandú, är en uruguayansk fotbollsspelare. Han spelar för den amerikanska klubben Houston Dynamo i MLS.

## Biografi
Lodeiro började spela för det lokala laget Barrio Obrero, i Paysandú. När han var 12 fick talangscouten Daniel Lopez upp ögonen för honom och blev erbjuden att börja träna med Club Nacional de Footballs ungdomslag. När Loderio var 18 fick han spela sin första match med seniorlaget mot Fénix den 19 augusti 2007. I januari 2010 skrev han ett 2 års kontrakt med den nederländska klubben Ajax.
Lodiro har i media blivit ansedd som en av landets stora ungdomstalanger sedan Enzo Francescoli.
Lodeiro deltog i Världsmästerskapet i fotboll 2010 i Sydafrika. Efter cirka 18 minuters spel mot Frankrike fick han sitt andra kort för matchen, och blev därmed utvisad.
Hans agent är den f.d. landslagsspelaren Daniel Fonseca som han har haft sedan 14 års ålder.